# Raveniola niedermeyeri
Espèce
Synonymes
- Brachythele niedermeyeri Brignoli, 1972

Raveniola niedermeyeri est une espèce d'araignées mygalomorphes de la famille des Nemesiidae.

## Distribution
Cette espèce est endémique d'Iran. Elle se rencontre dans les provinces du Golestan, du Mazandéran, du Guilan, d'Ispahan et du Khorassan-e Razavi.

## Description
Le mâle holotype mesure 27,40 mm et la femelle paratype 42,21 mm.
Le mâle décrit par Zonstein, Kunt et Yağmur en 2018 mesure 13,80 mmet la femelle 15,90 mm.

## Systématique et taxinomie
Cette espèce a été décrite sous le protonyme Brachythele niedermeyeri par Brignoli en 1972. Elle est placée dans le genre Raveniola par Zonstein en 1987.

## Étymologie
Cette espèce est nommée en l'honneur d'Oskar von Niedermeyer.

## Publication originale
- Brignoli, 1972 : Une nouvelle Brachythele de l'Iran (Arachnida, Araneae, Dipluridae). Revue Suisse de Zoologie, vol. 79, no 1, p. 409-413409-413 (texte intégral).